# Gillian Rose
Gillian Rose, née en 1962 en Angleterre, est une géographe britannique. Elle est professeure de géographie humaine à la School of Geography and the Environment de l'université d'Oxford, spécialiste de cultures visuelles et de géographie féministe. Elle est principalement connue pour son livre de 1993, Feminism & Geography: The Limits of Geographical Knowledge.

## Biographie
Gillian Rose obtient un bachelor of arts de l'université de Cambridge puis un doctorat en 1990 à l'université de Londres. Elle enseigne ensuite à l'université de Londres et à l'université d'Édimbourg.
Elle enseigne et occupe le poste de doyenne associée à la recherche à la faculté des sciences sociales de l'Open University. Elle y est également directrice du département de géographie pendant quatre ans.
Elle rejoint la School of Geography and the Environment de l'université d'Oxford en 2017.

## Travaux
« Je pense que l'une des plus grandes forces de la géographie - l'un de ses plus grands plaisirs - en tant que discipline, est la façon dont elle rassemble des talents et des compétences très différents, et les met à travailler ensemble dans la tâche de comprendre le monde que nous partageons tous. -- Discours d'acceptation du professeur Gillian Rose lors de la cérémonie de remise des prix et des médailles de la Royal Geographical Society en 2012. »

— Palin, Michael et al (2012) Geography as a shared project: Royal Geographical Society (with IBG) Medals and Awards ceremony 2012. The Geographical Journal 178(3) pp.279-286.
Les travaux de Gillian Rose portent sur l'épistémologie de la géographie, la géographie du genre et la culture visuelle.

### Géographie et féminisme
Avec Doreen Massey, Nancy Duncan et Linda McDowell, Gillian Rose fait partie des géographes qui ont mis en avant la nécessité de prendre en compte le genre en géographie.
Ses premières publications s'inscrivent dans les champs de l'épistémologie de la géographie et de la géographie du genre.

#### Publication deFeminism and Geography
Rédigé dans une perspective marxiste et féministe radicale, Feminism and Geography, publié en 1993, engendre une série de débats en géographie sur la nature de la construction du savoir géographique.
Elle y écrit que produire des connaissances acceptables pour la discipline géographique revient à occuper une place de sujet masculin. Elle considère en effet que la géographie est particulièrement dominée par les hommes et que les femmes ont été et continuent à être marginalisées comme productrices du savoir géographique. À titre d'exemple, elle montre qu'entre 1921 et 1971, seulement 2,6% des articles publiés dans les Annals of the American Association of Geographers (en) ont été écrits par des femmes et que le premier livre portant sur la géographie du genre n'a été publié qu'en 1984 (Geography and Gender : an Introduction to Feminist Geography).
Selon Gillian Rose, un certain nombre de méthodologies de la géographie sont inadéquates pour étudier les vies des femmes, comme celles de l'espace-temps.
Elle explore la façon selon laquelle les féministes devraient penser autrement l'espace et la géographie pour dépasser le masculinisme de la discipline. Dans ce livre, elle remet en cause des conceptions binaires portées par la géographie comme l'opposition entre espace public et espace privé.

##### Critique du travail de terrain
La pratique du terrain, souvent considérée comme essentielle en géographie, est critiquée par Gillian Rose comme par d'autres géographes féministes anglophones. D'après Anne Volvey, « elles définissent alors le terrain comme un exercice de domination masculine dont les données sont élaborées en un savoir géographique de type masculiniste. » Cette critique porte notamment sur la dimension « scopique » de la pratique de terrain, la distance qui est mise entre les scientifiques et leur objet d'étude et la non prise en compte du corps dans les pratiques scientifiques.
À l'inverse, ces géographes, dont Gillian Rose, proposent une façon féministe de faire des enquêtes de terrain. Cette pratique doit notamment passer par l'instauration d'une forme proximité et de care avec les enquêtés et enquêtées et par la réflexivité.

### Identité et «sense of place»
Gillian Rose analyse l'articulation entre espace et identité. Elle recense trois registres différents :
- l'identification avec un lieu ;
- l'identification contre un lieu (la construction d'un « nous » qui s'oppose à un « eux » perçu comme antagoniste) ;
- la non-identification avec des lieux (dans le cadre de sentiments de déplacement et d'éloignement)[8].

Gillian Rose définit l'identité comme « how we make sense of ourselves (comment nous donnons un sens à nous-mêmes) ». Elle explique que nous avons chacun des identités différentes à différentes échelles. Par exemple, l'identité locale de quelqu'un est probablement différente de son identité globale.
Gillian Rose décrit le concept de « sense of place » comme le processus consistant à donner à un lieu « un sens et un sentiment ».

### Géographie et «visual culture»
Un deuxième ensemble de travaux de Gillian Rose s'inscrit dans le champ de la visual culture (aussi appelée « visual studies »).
D'après Maxime Boidy,

« les Visual Studies désignent un corpus hétérogène et conflictuel de théories politiques, sociales et culturelles d’inspiration anglo-américaine, centrées sur les problématiques visuelles et/ou fondées sur des catégories iconiques. »

— Maxime Boidy, « "I Hate Visual Culture". L’essor polémique des Visual Studies et les politiques disciplinaires du visible », Revue d'anthropologie des connaissances, 2017/3 (Vol. 11, N°3), p. 303-319.
W.J.T. Mitchell utilise « la formule “culture visuelle” pour représenter à la fois le champ et son contenu ».
Dans ce champ, les écrits de Gillian Rose portent sur des questions méthodologiques et sur des thématiques comme les photographies familiales. Elle s'appuie notamment sur les travaux de Sigmund Freud, Jacques Lacan, Michel Foucault, Allan Sekula et Donna Haraway.
Elle analyse la manière dont les subjectivités et les relations sociales sont représentées ou à l'inverse rendues invisibles dans les médias. Elle étudie aussi comment ces processus sont intégrés dans les relations de pouvoir. Gillian Rose s'intéresse également à la théorie féministe du cinéma et aux analyses foucaldiennes et féministes de la photographie. Son travail a permis d'articuler la géographie féministe et la géographie des médias et de la communication.

### Travaux sur les technologies numériques
Les travaux les plus récents de Gillian Rose portent sur les technologies numériques. À propos des technologies, Gillian Rose critique l'utilisation par les GAFAM des données personnelles et les villes intelligentes qui permettent la surveillance des populations par les gouvernements. Elle nuance ces critiques en mettant aussi en avant la façon dont ces technologies peuvent permettre des formes de résistance. Elle cite par exemple le cas d'une application qui recense les commerces permettant aux femmes d'allaiter.

## Responsabilités scientifiques
Gillian Rose est membre du conseil consultatif de la revue scientifique Vista portant sur les « visual studies ».

## Prix et distinctions
En 2012 Gillian Rose reçoit le prix Murchison de la Royal Geographical Society pour ses « publications sur la culture visuelle et les méthodologies géographiques ».
En 2015 elle est élue Fellow of the British Academy,. La même année elle est également nommée professeure invitée « Andrew W Mellon Distinguished Visiting Scholar » à l'Université de Pretoria.
En 2019 elle est élue membre de l'Academy of Social Sciences,.

## Principales publications

### Ouvrages et chapitres d'ouvrages

#### Ouvrages
- (en) Gillian Rose, Feminism & Geography: The Limits of Geographical Knowledge, U of Minnesota Press, 1993 (ISBN 978-0-8166-2418-8, lire en ligne)
- (en) Gillian Rose, « Geography as a Science of Observation: The Landscape, the Gaze and Masculinity », dans John A. Agnew, David J. Livingstone et Alisdair Rogers, Human Geography: An Essential Anthology, Wiley-Blackwell, 1996, 720 p. (ISBN 978-0-631-19461-3)
- (en) Gillian Rose, « Performing Space », dans Doreen Massey, John Allen et Phil Sarre, Human Geography Today, Polity Press, 1999, 352 p. (ISBN 978-0-745-62189-0)
- (en) Gillian Rose, Visual Methodologies: An Introduction to Researching with Visual Materials, SAGE, 10 mars 2016 (ISBN 978-1-4739-6791-5, lire en ligne)
- (en) Gillian Rose, Doing Family Photography: The Domestic, The Public and The Politics of Sentiment, Routledge, 20 mai 2016 (ISBN 978-1-315-57789-0, DOI 10.4324/9781315577890/family-photography-gillian-rose, lire en ligne)

#### Co-direction d'ouvrages collectifs
- (en) Alison Blunt et Gillian Rose, Writing Women and Space: Colonial and Postcolonial Geographies, Guilford Press, 19 août 1994 (ISBN 978-0-89862-498-4, lire en ligne)
- (en) Michael Pryke, Gillian Rose et Sarah Whatmore, Using Social Theory: Thinking through Research, SAGE, 13 août 2003 (ISBN 978-1-84787-668-3, lire en ligne)

### Articles

#### Articles personnels
- (en) Gillian Rose, « The Cultural Politics of Place: Local Representation and Oppositional Discourse in Two Films », Transactions of the Institute of British Geographers, vol. 19, no 1,‎ 1994, p. 46–60 (ISSN 0020-2754, DOI 10.2307/622445, lire en ligne, consulté le 11 janvier 2022)
- (en) Gillian Rose, « Distance, Surface, Elsewhere: A Feminist Critique of the Space of Phallocentric Self/Knowledge », Environment and Planning D: Society and Space, vol. 13, no 6,‎ décembre 1995, p. 761–781 (ISSN 0263-7758 et 1472-3433, DOI 10.1068/d130761, lire en ligne, consulté le 11 janvier 2022)
- (en) Gillian Rose, « Teaching visualised geographies: towards a methodology for the interpretation of visual materials », Journal of Geography in Higher Education, vol. 20, no 3,‎ 1er novembre 1996, p. 281–294 (ISSN 0309-8265, DOI 10.1080/03098269608709373, lire en ligne, consulté le 11 janvier 2022)
- (en) Gillian Rose, « Situating knowledges: positionality, reflexivities and other tactics », Progress in Human Geography, vol. 21, no 3,‎ juin 1997, p. 305–320 (ISSN 0309-1325 et 1477-0288, DOI 10.1191/030913297673302122, lire en ligne, consulté le 11 janvier 2022)
- (en) Gillian Rose, « Spatialities of ‘community’, power and change: The imagined geographies of community arts projects », Cultural Studies, vol. 11, no 1,‎ 1er janvier 1997, p. 1–16 (ISSN 0950-2386, DOI 10.1080/09502389700490011, lire en ligne, consulté le 11 janvier 2022)
- (en) Gillian Rose, « Practising photography: an archive, a study, some photographs and a researcher », Journal of Historical Geography, vol. 26, no 4,‎ 1er octobre 2000, p. 555–571 (ISSN 0305-7488, DOI 10.1006/jhge.2000.0247, lire en ligne, consulté le 11 janvier 2022)
- (en) Gillian Rose, « Family photographs and domestic spacings: a case study », Transactions of the Institute of British Geographers, vol. 28, no 1,‎ 2003, p. 5–18 (ISSN 1475-5661, DOI 10.1111/1475-5661.00074, lire en ligne, consulté le 11 janvier 2022)
- (en) Gillian Rose, « ‘Everyone's cuddled up and it just looks really nice’: an emotional geography of some mums and their family photos », Social & Cultural Geography, vol. 5, no 4,‎ 1er décembre 2004, p. 549–564 (ISSN 1464-9365, DOI 10.1080/1464936042000317695, lire en ligne, consulté le 11 janvier 2022)
- (en) Gillian Rose, « On the Relation between ‘Visual Research Methods’ and Contemporary Visual Culture », The Sociological Review, vol. 62, no 1,‎ février 2014, p. 24–46 (ISSN 0038-0261 et 1467-954X, DOI 10.1111/1467-954x.12109, lire en ligne, consulté le 11 janvier 2022)
- (en) Gillian Rose, « Rethinking the geographies of cultural ‘objects’ through digital technologies », Progress in Human Geography, vol. 40, no 3,‎ 19 avril 2015, p. 334–351 (ISSN 0309-1325 et 1477-0288, DOI 10.1177/0309132515580493, lire en ligne, consulté le 11 janvier 2022)
- (en) Gillian Rose, « Posthuman Agency in the Digitally Mediated City: Exteriorization, Individuation, Reinvention », Annals of the American Association of Geographers, vol. 107, no 4,‎ 4 juillet 2017, p. 779–793 (ISSN 2469-4452, DOI 10.1080/24694452.2016.1270195, lire en ligne, consulté le 11 janvier 2022)

#### Articles co-écrits
- (en) Nicky Gregson et Gillian Rose, « Taking Butler Elsewhere: Performativities, Spatialities and Subjectivities », Environment and Planning D: Society and Space, vol. 18, no 4,‎ août 2000, p. 433–452 (ISSN 0263-7758 et 1472-3433, DOI 10.1068/d232, lire en ligne, consulté le 11 janvier 2022)
- (en) Monica Degen, Caitlin DeSilvey et Gillian Rose, « Experiencing Visualities in Designed Urban Environments: Learning from Milton Keynes », Environment and Planning A: Economy and Space, vol. 40, no 8,‎ août 2008, p. 1901–1920 (ISSN 0308-518X et 1472-3409, DOI 10.1068/a39208, lire en ligne, consulté le 11 janvier 2022)
- (en) Gillian Rose, Monica Degen et Begum Basdas, « More on ‘big things’: building events and feelings », Transactions of the Institute of British Geographers, vol. 35, no 3,‎ 2010, p. 334–349 (ISSN 1475-5661, DOI 10.1111/j.1475-5661.2010.00388.x, lire en ligne, consulté le 11 janvier 2022)
- (en) Monica Montserrat Degen et Gillian Rose, « The Sensory Experiencing of Urban Design: The Role of Walking and Perceptual Memory », Urban Studies, vol. 49, no 15,‎ 2 avril 2012, p. 3271–3287 (ISSN 0042-0980 et 1360-063X, DOI 10.1177/0042098012440463, lire en ligne, consulté le 11 janvier 2022)

#### Communications dans des congrès et tables rondes
- (en) Gillian Rose, « On the Need to Ask How, Exactly, Is Geography “Visual”? », Antipode, vol. 35, no 2,‎ 2003, p. 212–221 (ISSN 1467-8330, DOI 10.1111/1467-8330.00317, lire en ligne, consulté le 11 janvier 2022)
- (en) Peter Merriman, George Revill, Tim Cresswell et Hayden Lorimer, « Landscape, mobility, practice », Social & Cultural Geography, vol. 9, no 2,‎ 1er mars 2008, p. 191–212 (ISSN 1464-9365, DOI 10.1080/14649360701856136, lire en ligne, consulté le 11 janvier 2022)